# Осинцев, Александр Валерьевич
Александр Валерьевич Осинцев (род. 17 января 1995, Верхняя Пышма, Свердловская область, Россия) — российский автогонщик, мастер спорта России.

## Карьера

### Картинг
Первый опыт управления картом Осинцев получил в двенадцатилетнем возрасте.
Опыт участия в автоспортивных соревнованиях получил в 2009 году,выступал в региональных соревнованиях,по зимнему картингу.

### Ралли-Спринт

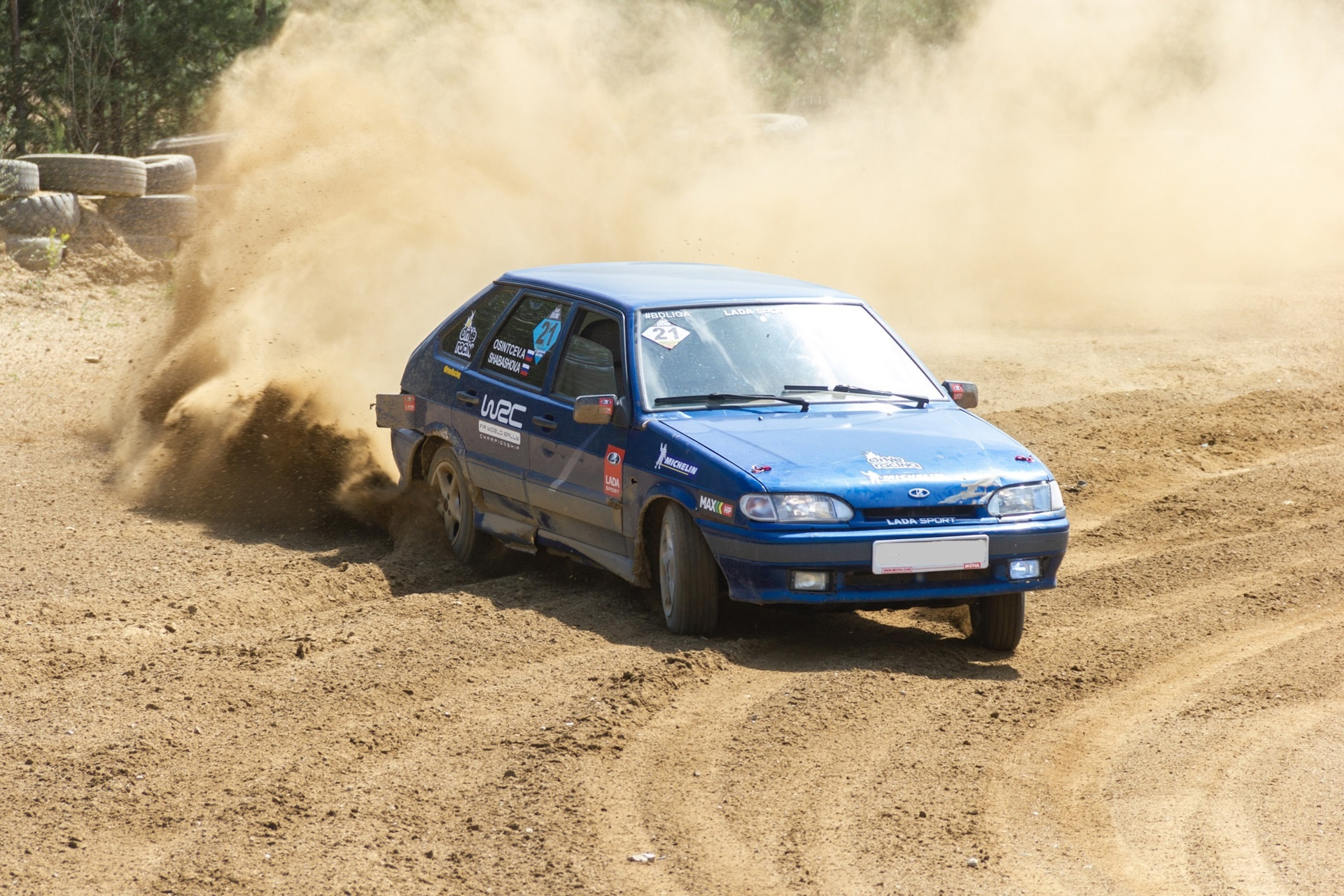
Осинцев на этапе ралли-спринт Аск Арамиль, 2021 год

В 2021 году стал бронзовым призером зимнего чемпионата Свердловской области по ралли-спринту.
В этом же году стал победителем летнего чемпионата,выступая на автомобиле Ваз 2114 и 2113.
В 2022 году выиграл зимний чемпионат.

### Автокросс

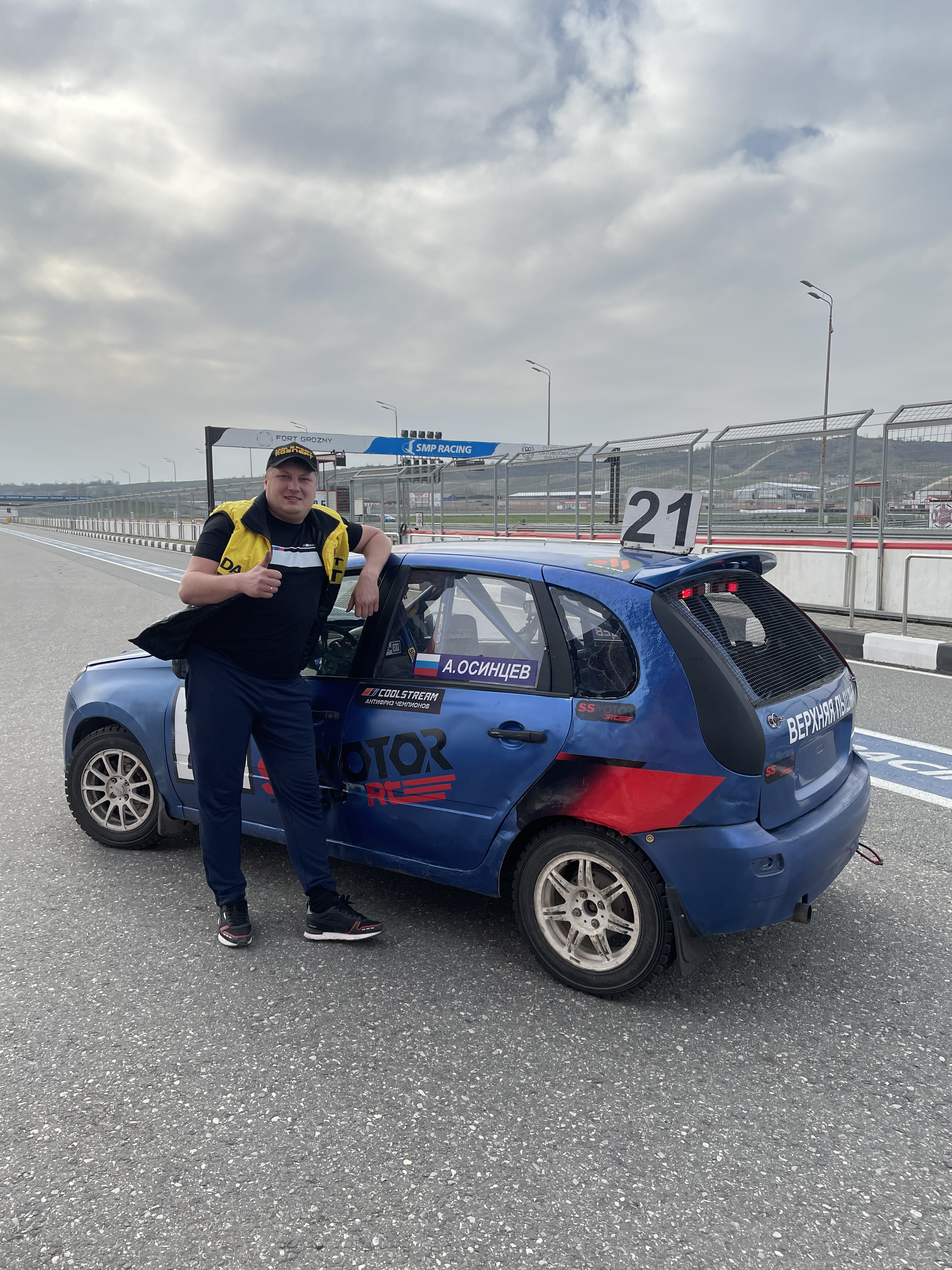
Осинцев на этапе чемпионата России по автокроссу,Крепость Грозная 2024 год

2022 год. Перешел в профессиональный автоспорт, участвуя в чемпионате России и Урфо по  автокроссу, выступая на автомобиле ВАЗ-2108
В первом сезоне стал бронзовым призером кубка Челябинской области.
И второе место на чемпионате Пермского края по ледовым гонкам.
2023 год. По итогам сезона, Занял 5 место в чемпионате России по автокроссу.
Пересев за руль автомобиля LADA Kalina
2024 год. Сезон стал более успешным в карьере Александра. Первый подиум ЧР случился на третьем этапе - второе место.
 Неоднократно поднимался на пьедестал почета на чемпионате Свердловской области. В этом же году была и первая победа. А по итогам сезона - бронза чемпионата России, в классе Д2Н.
2025 год. Александру было присвоено звание Мастер спорта России